# Stereotomy
Stereotomy es el noveno álbum de estudio de The Alan Parsons Project. Publicado en 1985 por Arista Records supuso uno de los trabajos con menor aceptación comercial en la carrera del grupo aunque la calidad musical y compositiva se considera superior a su predecesor Vulture Culture.

## Producción
Integrado por 9 canciones se trata de un álbum de estilo pop rock y adult contemporary. El disco está estructurado de manera algo atípica con respecto a sus antecesores apartándose considerablemente de la prolija fórmula que el grupo había seguido desde sus inicios. La participación vocal de Eric Woolfson es casi nula (salvo por los coros en el tema homónimo que abre el LP) siendo sustituido por el cantante y director musical John Miles quien provee buena parte de las voces en lugar de Woolfson. También fue la última aparición de David Paton interpretando el bajo debido a que decidió unirse a la banda de apoyo de Elton John para sus conciertos.
La Real Academia Española define la palabra estereotomía como el "arte de cortar piedras y maderas". En el caso de Stereotomy la palabra es una metáfora para referirse a la manera en que ciertos artistas, figuras mediáticas y personajes famosos son, justamente, amoldados y rediseñados para cumplir con los requerimientos de la popularidad.
Stereotomy fue grabado íntegramente de manera digital en los Estudios Mayfair de Londres y, aunque el álbum obtuvo ventas decepcionantes, fue nominado a los Premios Grammy de 1986 en el apartado "mejor instrumental de rock" por el tema «Where's the Walrus?».

## Lista de canciones
- Autores Alan Parsons y Eric Woolfson.

Lado A
1. «Stereotomy» (voz John Miles, coros Eric Woolfson) – 7:18
2. «Beaujolais» (voz Chris Rainbow) – 4:27
3. «Urbania» (instrumental) – 4:59
4. «Limelight» (voz Gary Brooker) – 4:39

Lado B
1. «In The Real World» (voz John Miles) – 4:20
2. «Where's the Walrus?» (instrumental) – 7:31
3. «Light of the World» (voz Graham Dye, coros Steven Dye) – 6:19
4. «Chinese Whispers» (instrumental) – 1:01
5. «Stereotomy Two» (voz John Miles) – 1:21

## Personal
- Eric Woolfson – pianos, teclados, coros
- Alan Parsons – teclados adicionales
- Ian Bairnson – guitarra
- David Paton – bajo
- Stuart Elliott - batería
- Richard Cottle – sintetizadores, saxo
- The Philharmonia Orchestra, director: Christoffer Warren-Green
- Orquesta arreglada y dirigida por Andrew Powell
- John Miles, Chris Rainbow, Gary Brooker, Graham Dye, Steven Dye - voz